# Плаац
Плаац (нім. Plaaz) — громада в Німеччині, розташована в землі Мекленбург-Передня Померанія. Входить до складу району Росток. Складова частина об'єднання громад Гюстров-Ланд.
Площа — 34,24 км2. Населення становить 766 ос. (станом на 31 грудня 2020).

## Галерея

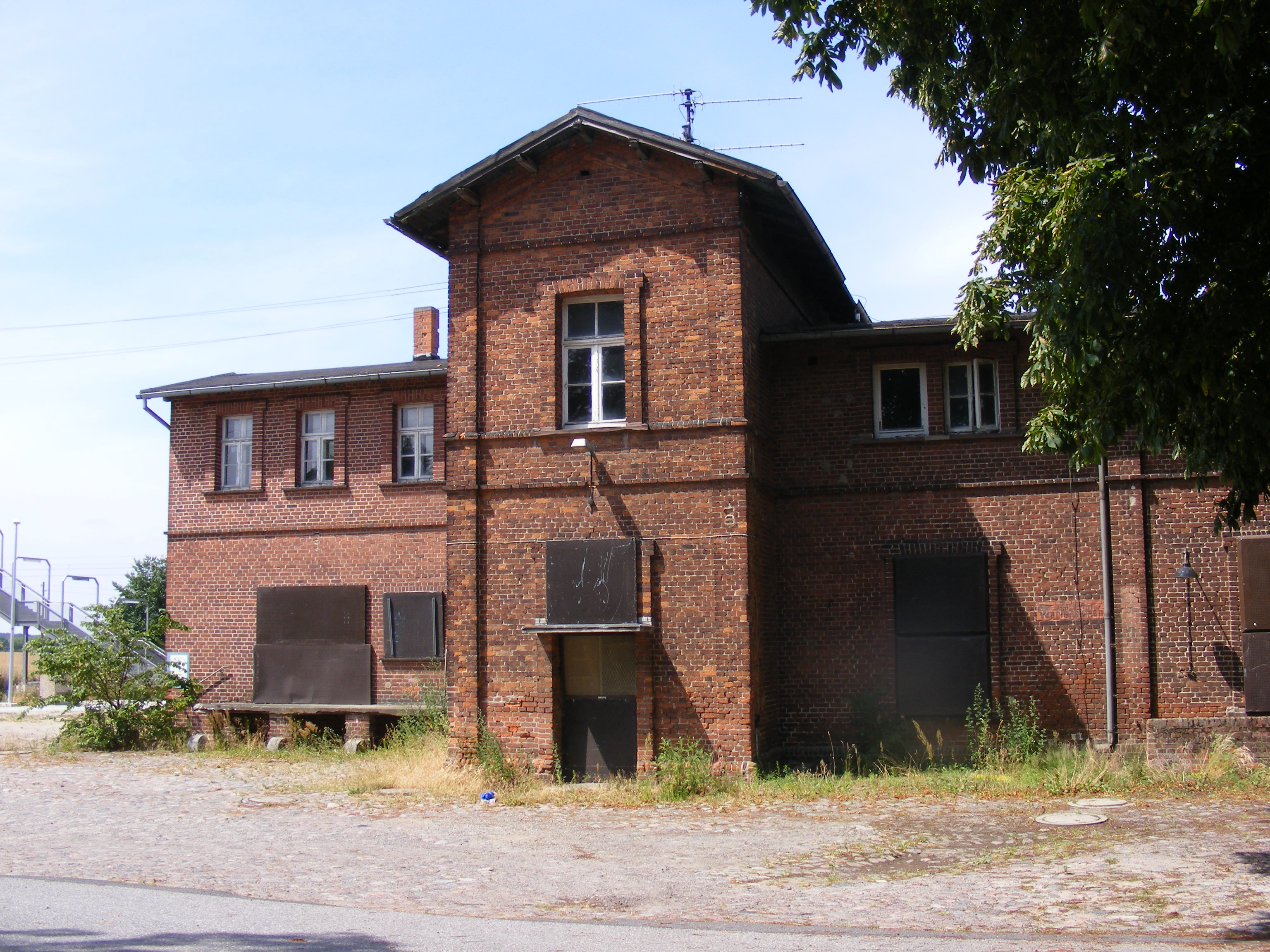